# 머빈 바이

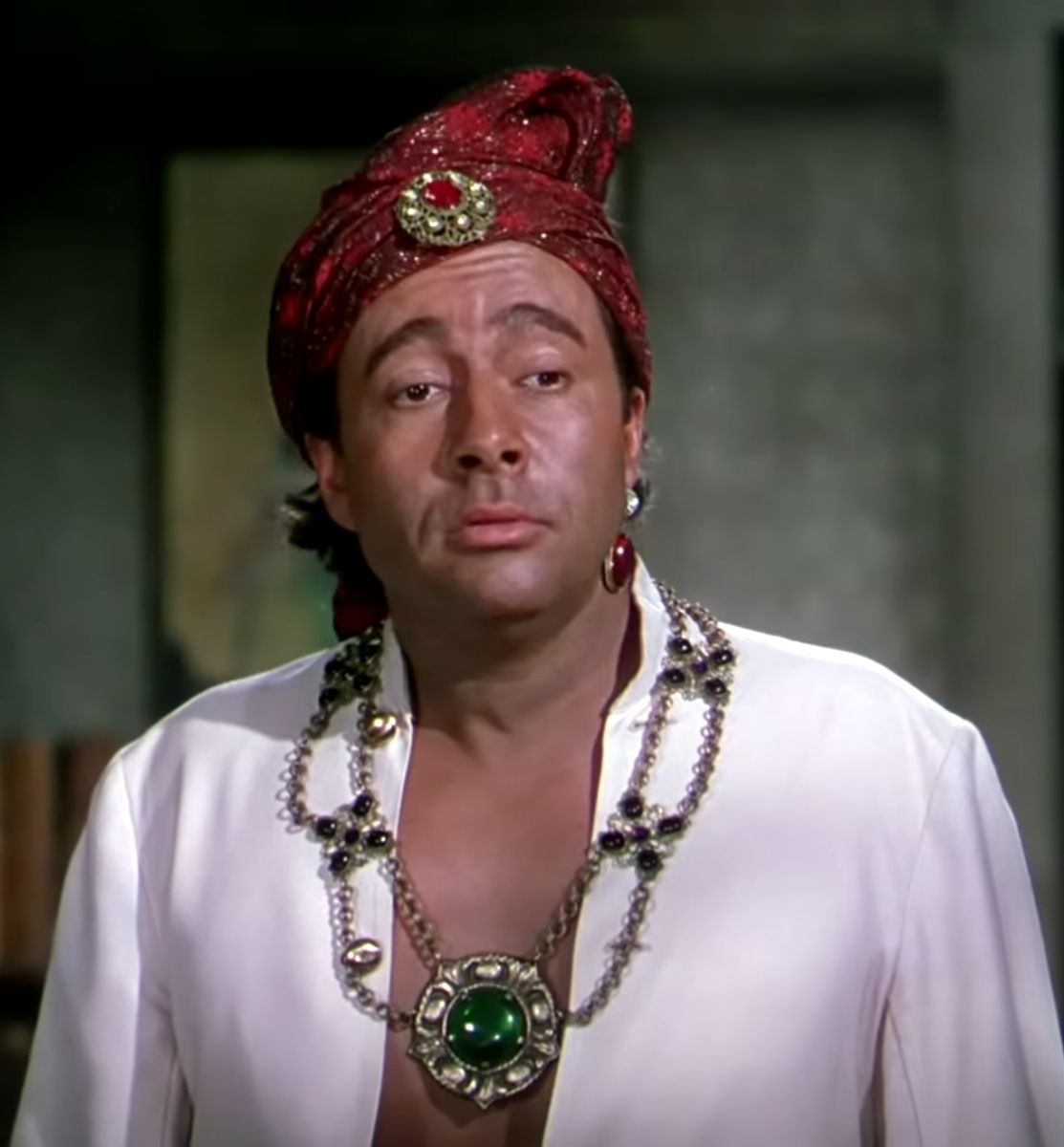

머빈 바이(Murvyn Vye, 1913년 7월 15일 ~ 1976년 8월 17일)는 미국의 배우, 텔레비전 배우이다.
퀸시에서 태어났으며 폼파노 비치에서 사망하였다.

## 영화
- 밥 호프: 헐리우즈 브라이티스트 스타 (1996년) - 본인 역
- 추격 (1959년)
- 디스 콜드 비 더 나이트 (1957년)
- 베스트 씽스 인 라이프 알 프리 (1956년)
- 에메랄드 (1954년)
- 돌아오지 않는 강 (1954년)
- 데스티네이션 고비 (1953년)
- 사우스 스트리트의 소매치기 (1953년)
- 발리로 가는 길 (1952년)
- 아더 왕궁의 코네티컷 양키 (1949년)
- 스튜디오 원 (1948년)
- 위스퍼링 스미스 (1948년)
- 골든 이어링 (1947년)